# Werderthau
Werderthau ist ein Ortsteil der Ortschaft Ostrau der Großgemeinde Petersberg im Saalekreis in Sachsen-Anhalt.
Bis zur Bildung der Einheitsgemeinde Petersberg am 1. Januar 2010 war Werderthau ein Ortsteil der selbständigen Gemeinde Ostrau, in die der Ort am 1. Juli 1950 eingemeindet wurde.

## Geografie
Der Ort Werderthau liegt etwa 19 Kilometer nördlich von Halle (Saale) zwischen dem 250 m hohen Petersberg im Südwesten und der Fuhneaue im Norden. Nordöstlich des Orts fließt die Riede.

## Geschichte
Werderthau war bis 1815 bezüglich seiner Herrschaft geteilt. Ein Teil gehörte als schriftsässiger Ort zum Rittergut Ostrau, welches ab 1485 unter der Verwaltung des wettinischen Amts Delitzsch stand, von diesem jedoch räumlich getrennt lag. Der andere Teil gehörte zum Rittergut Cösseln, das als Stiftslehen unter der Verwaltung des von ihm territorial getrennten hochstiftlich-merseburgischen Amts Lauchstädt stand.
Durch die Beschlüsse des Wiener Kongresses kamen die Orte der Gutsbezirke Ostrau und Cösseln wie die meisten Orte des sächsischen Amts Delitzsch und alle Orte des Amts Lauchstädt im Jahr 1815 zu Preußen. Werderthau wurde im Jahr 1816 dem Landkreis Bitterfeld im Regierungsbezirk Merseburg der Provinz Sachsen zugeteilt.
Am 20. Juli 1950 wurde Werderthau nach Ostrau eingemeindet. Kurz davor am 15. Juni 1950 waren beide Orte in den Saalkreis umgegliedert worden. Bei der Kreisreform in der DDR kam Werderthau als Ortsteil von Ostrau im Jahr 1952 zum verkleinerten Saalkreis im Bezirk Halle, dieser ging bei der Kreisreform des Landes Sachsen-Anhalt im Jahr 2007 im Saalekreis auf.
Bei der Bildung der Einheitsgemeinde Petersberg am 1. Januar 2010 wurde Werderthau ein Ortsteil der Ortschaft Ostrau innerhalb der neuen Großgemeinde Petersberg.

## Politik
Werderthau gehört zur Ortschaft Ostrau, welche einen eigenen Ortschaftsrat und Ortschaftsbürgermeister hat.

## Bauwerke
Im Ort befindet sich die denkmalgeschützte Dorfkirche Werderthau, deren Kirchenschiff jedoch seit 1998 ohne Dach ist. Der Werderthauer Ortskern ist als Denkmalbereich ausgewiesen. Dort steht auch das denkmalgeschützte Wohnhaus Wilhelm-Pieck-Platz 7 sowie das Kriegerdenkmal Werderthau.

## Persönlichkeiten
- Kurt Prautzsch (1898–1983), Sonderschulpädagoge und Hochschullehrer